# René Huchon
Pour les articles homonymes, voir Huchon.
René Louis Huchon, né le 26 août 1872 à Paris d'une famille normande, mort le 25 juin 1940  à Thivars (Eure-et-Loir), est un universitaire français, néogrammairien, angliciste, spécialiste de philologie anglaise (c'est-à-dire de l'étude diachronique des vieil-et moyen-anglais, à partir de l'indo-européen reconstitué, en passant par le germanique commun, tout en comparant les langues anciennes apparentées et attestées). Appelé à la Sorbonne en 1908, il y enseigne jusqu'à sa mort tragique le jour même de l'armistice de juin 1940.
C'est à la Sorbonne, en effet, que premier spécialiste en France de philologie anglaise — il en occupe en 1927 la première chaire —, créée tout spécialement pour lui. À partir de 1928, il assure la direction de l'Institut d'anglais, poste qu'il occupe jusqu'à son suicide patriotique. Ses publications portent essentiellement sur l'histoire de la langue anglaise. Son enseignement est à l'origine d'une école de pensée qui perdure, après avoir été relayée et développée par Marguerite-Marie Dubois, André Crépin et Léo Carruthers.

## Biographie

### Études

Armes de Lisieux, où René Huchon effectua une partie de ses études.

De famille normande, René Louis Huchon effectue ses études secondaires à Lisieux et Rouen. Après son Baccalauréat, étudiant d'Émile Legouis, il obtient sa licence en 1893, est reçu premier au concours de l'agrégation en 1896 et devient Docteur es Lettres en 1906, avec une thèse principale sur Un poète réaliste anglais, Charles Crabbe, 1754-1832, et une thèse complémentaire sur Mrs Montagu and her friends, an Essay.

### Carrière

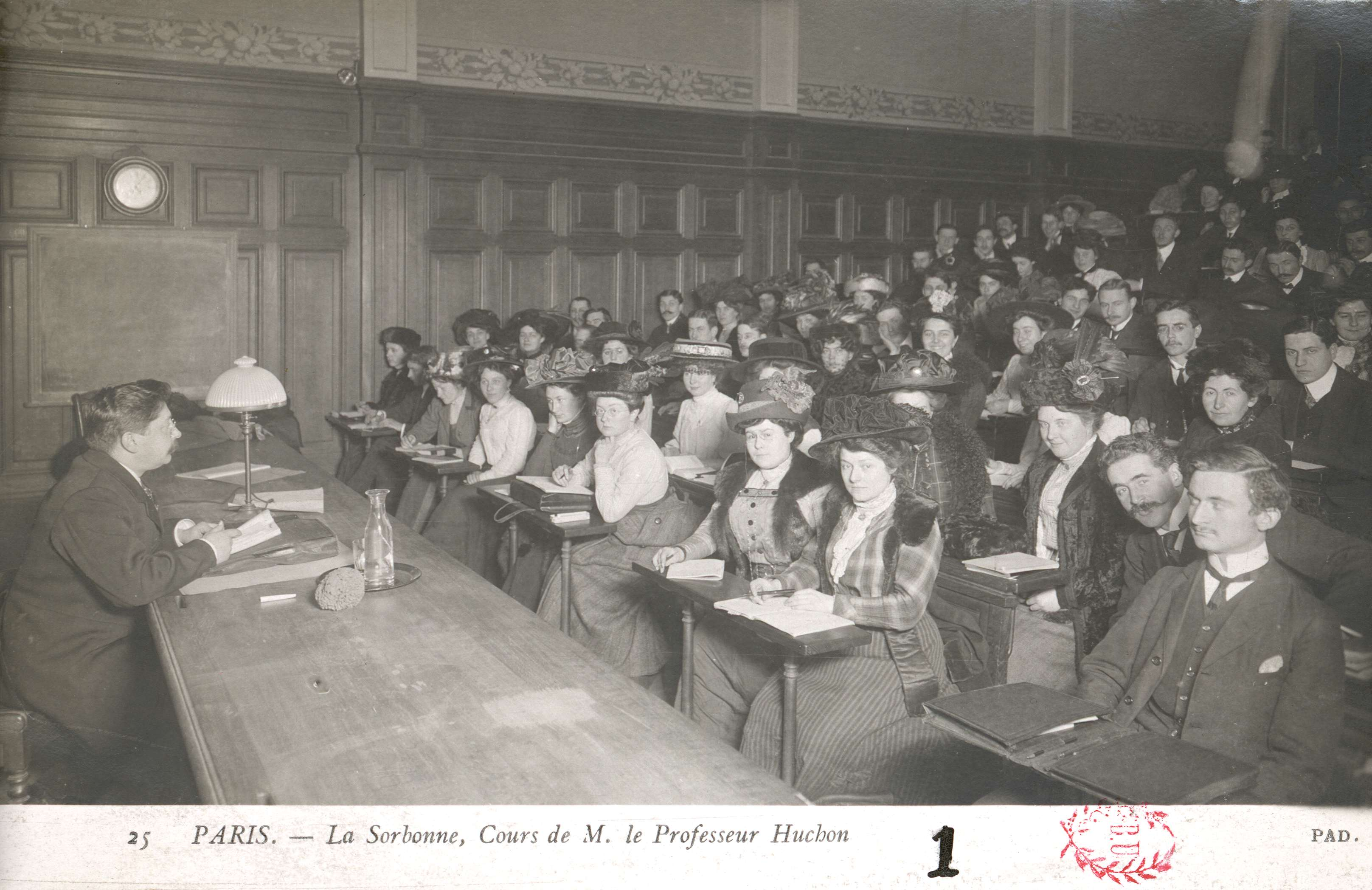
Cours de René Huchon à la Sorbonne dans l'amphithéâtre Turgot (Bibliothèque de la Sorbonne, NuBIS)

Professeur au lycée de garçons de Cherbourg de 1896 à 1899, il est nommé maître de conférences de langue et littérature anglaises à la Faculté des Lettres de l'Université de Nancy (Meurthe-et-Moselle) en 1899, puis appelé fin 1908 par l'équipe d'anglicistes de la Faculté des Lettres de la Sorbonne. René Huchon se spécialise dans le domaine de la philologie germanique qui englobe l'étude historique de l'ostique (gotique), du nordique (scandinave) et du westique (anglais, allemand, frison, néerlandais). Il occupe la première chaire de philologie anglaise créée en France à partir du 1er octobre 1927. Pendant de longues années, il se tient en contact étroit avec le grammairien Karl Luick, professeur à l'Université de Vienne, alors l'un des chefs de file de la science allemande, dominante en ce domaine.

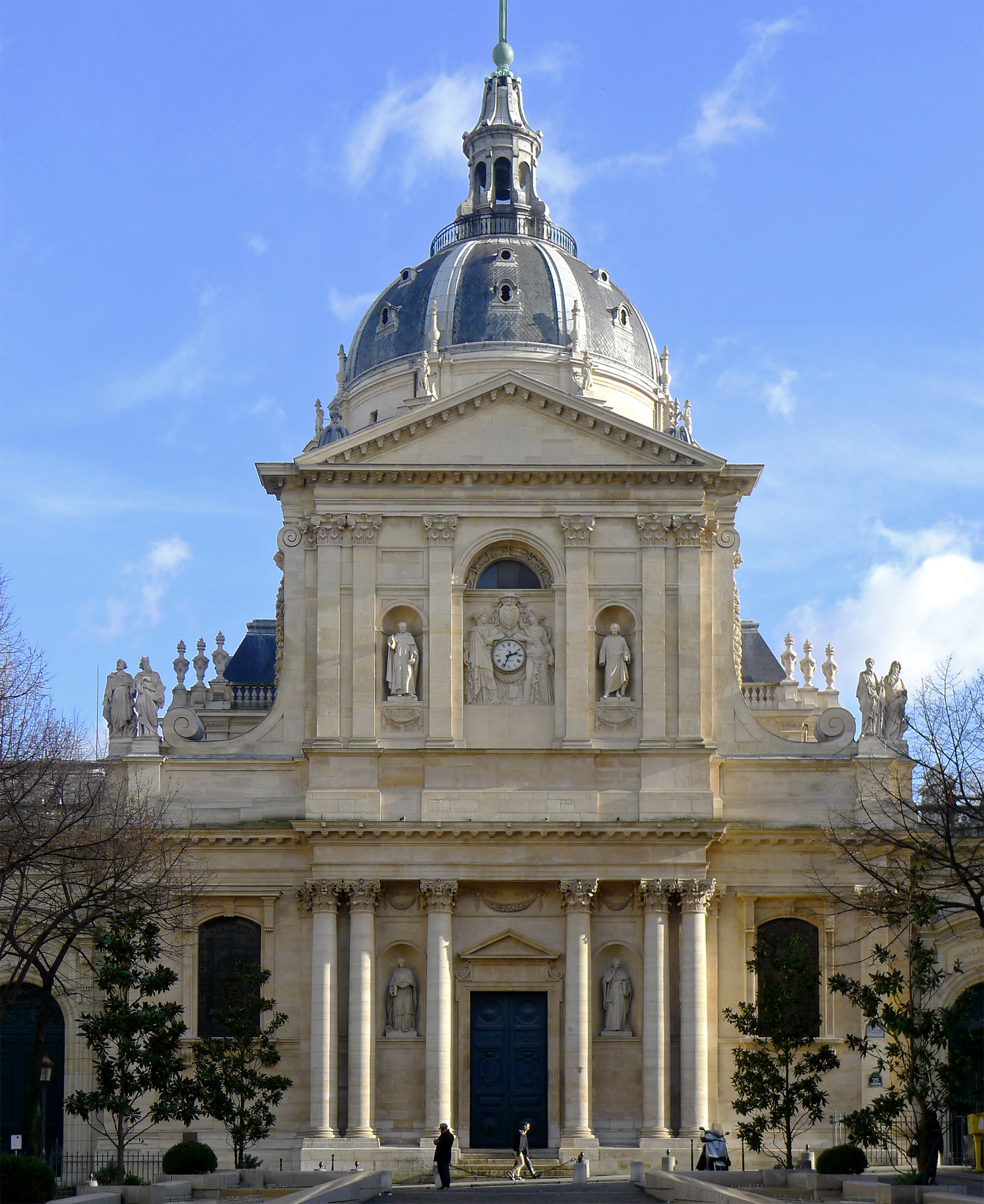
La Sorbonne, où René Huchon a enseigné la philologie anglaise.

Après quatorze années d'enseignement en Sorbonne, il publie le premier tome de son Histoire de la langue anglaise. Le deuxième volume voit le jour en 1930. Le troisième demeure inachevé, interrompu par sa mort. Ces ouvrages sont utilisés par les candidats au certificat de philologie anglaise, discipline appelée de nos jours linguistique anglaise diachronique. En 1928, René Huchon est chargé de la direction des études d'anglais à la Sorbonne (Institut d'anglais, 5 rue de l'École de médecine, Paris VIe), au sein d'un aréopage comprenant Émile Legouis, peu avant son départ à la retraite, Louis Cazamian et Charles Cestre, auxquels s'ajouteront plus tard Floris Delattre et Edouard Guyot.
Témoin de la Première Guerre mondiale, René Huchon ne supporte pas les hostilités de 1939, l'anéantissement de la Pologne, l'invasion de la France, l'exode de 1940 et l'armistice du 25 juin 1940. Parti pour Bordeaux, puis pour Saint-Bazeilles en Lot-et-Garonne, il fausse compagnie à sa famille et se suicide à Thivars probablement le jour même de l'armistice. Son corps n'est retrouvé que le 25 octobre suivant.

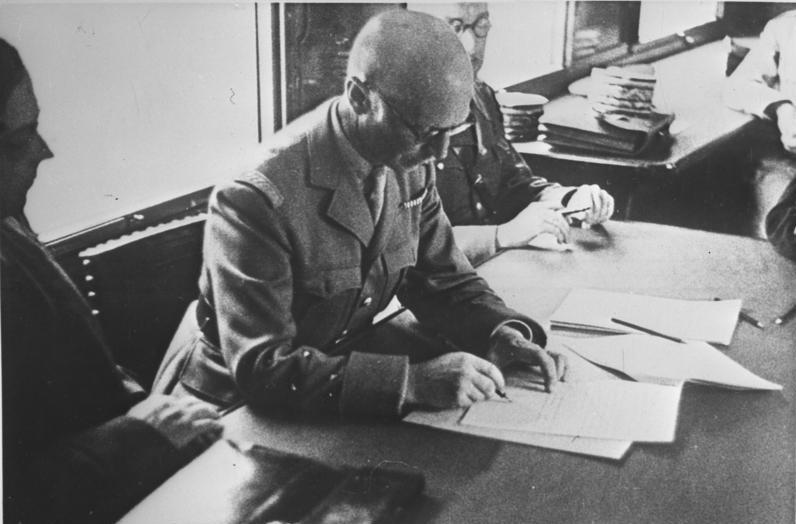
Signature de l'armistice par le Général Huntzinger le 25 juin 1940.

Dans l'allocution qu'il prononce lors de l'hommage rendu à René Huchon le 6 février 1941, Floris Delattre le décrit comme un professeur à l'enseignement « volontairement austère », un examinateur « qui considérait comme un devoir de chiffrer strictement la valeur du candidat qui comparaissait devant lui, mais qui se préoccupait, plus qu'il n'eût voulu le reconnaître, de la personnalité même de ses élèves, des moyens directs de les servir sûrement »,.
Après la mort de René Huchon, sa veuve Marthe Henriette Huchon (1888-1976), professeur agrégée d'anglais au Lycée de jeunes filles de Versailles, est nommée lectrice à la Sorbonne en 1941 et reprend brillamment son enseignement de thème anglais pour les étudiants de licence et d'agrégation.

## Publications
- René Huchon, Un poète réaliste anglais, George Crabbe, 1754-1832, Paris, Hachette, 1906, prix Halphen de l’Académie française en 1908.
- René Huchon, Histoire de la langue anglaise : des origines jusqu'à la Conquête normande, Paris, Armand Colin, 1923.
- René Huchon, Histoire de la langue anglaise : De la Conquête normande à l'Introduction de l'imprimerie, Paris, Armand Colin, 1930.
- René Huchon, Le style de Shakespeare, Les langues modernes, XLI, juin 1947, p. 241-242, article posthume (précédé d'un Prologue par Floris Delattre, dans lequel ce dernier insiste sur l'originalité et la nouveauté des travaux de René Huchon, ses arguments semblant répondre indirectement aux objections et réticences d'un certain critique).

## Portrait de René Huchon parMarguerite-Marie Dubois

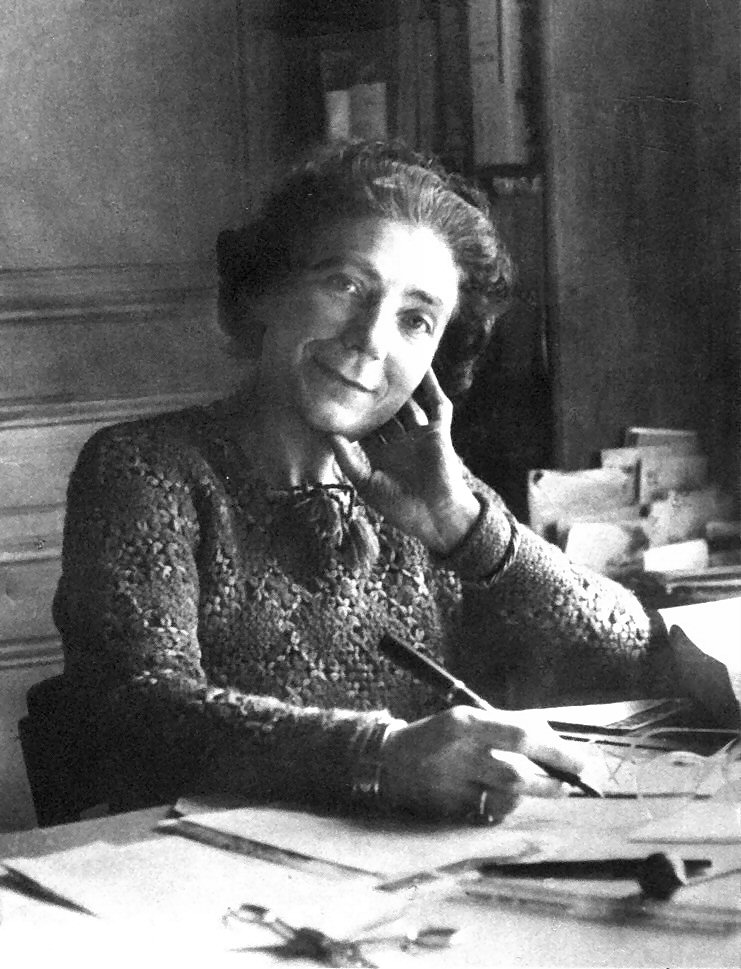
M.-M. Dubois, qui a signé le portrait de René Huchon (1965).

Marguerite-Marie Dubois, étudiante de René Huchon, lui succéda en janvier 1941 à la Sorbonne à titre de chargée de conférences.

### Le professeur
J'ai commencé à assister aux cours de René Huchon en novembre 1933. Dès l'abord, il m'a paru très froid, très sévère, très exigeant, très redoutable ; et, de fait, il terrorisait tout le monde. Mais quelle érudition et quelle clarté d'enseignement ! J'admirais son sens pédagogique. Il parlait de façon mesurée, simple, concise ; il ne refusait pas de répéter, d'élucider. Jamais il ne manifestait d'impatience, jamais non plus de satisfaction. Il estimait normaux l'attention, l'effort, le bon vouloir, la réussite des étudiants qu'il interrogeait au hasard, comme dans le Secondaire, et qui devaient pouvoir répondre à n'importe quelle question. Habile utilisateur de nos capacités, il savait nous familiariser avec les langues germaniques et indo-européennes, en faisant appel à nos connaissances de latin et de grec, car nous étions presque tous de formation classique.

### Le directeur de recherches
Lorsqu'en juillet 1937 j'ai obtenu la licence d'anglais en passant le certificat de philologie, René Huchon me conseilla de faire un mémoire de D. E .S. sur la langue et le style dans les Homélies d'Ælfric. Ses conseils étaient toujours des ordres. Il ne s'embarrassait pas des desiderata de l'étudiant, et il fixait le sujet de recherche, après avoir écarté, sans aucune violence mais sans aucune considération, les propositions qui pouvaient lui être faites. Cette attitude ne relevait en rien du despotisme, car il n'usait jamais de contrainte. Il réfléchissait extrêmement vite pour aboutir à une décision, excellente, la meilleure à coup sûr. Aussitôt, il exposait son point de vue, en laissant le candidat virtuellement libre, mais en refusant toute autre proposition. On acceptait tout de suite, ou on se retirait. Piquée au vif, j'acceptai. Huchon précisa : « Puisque votre travail écrit sera entièrement consacré à l'anglo-saxon (c'est ainsi qu'on appelait alors le vieil anglais), votre oral ne portera que sur le moyen anglais. J'aménagerai votre programme en conséquence ». Ce qui fut fait, et je respectais ses indications, très précises et indiscutables. Huchon ne dirigeait pas, au sens strict du terme ; il définissait les grandes lignes de recherche ; il demandait un certain nombre d'investigations dans des directions précises ; puis, sur plan détaillé, avec dix fiches remplies et un rapport global, il contrôlait l'état des travaux, avant d'autoriser la rédaction dont il ne voyait pas une ligne avant la date de l'examen. Je remplis ma tâche, en cherchant non sans mal les documents adéquats et en me familiarisant peu à peu, sans guide, avec les ressources des bibliothèques. Durant l'année de préparation, le maître s'était montré satisfait, en ce sens qu'il m'avait chaque fois rendu en silence, sans aucune correction ni suggestion, les feuillets que je lui avais remis. Ce mutisme était le compliment suprême !
En juillet 1938, je présentai mon mémoire, dactylographié par moi, avec des caractères spéciaux, et, quelques jours plus tard, je passai l'oral.
D'emblée, Huchon, qui trône dans son bureau de la rue de l'École de Médecine, me tend un volume assez récent de la Early English Text Society : The Exeter Book, dans l'édition de Krapp et Dobbie, exactement le troisième des six volumes des Anglo-Saxon Poetics Records, corpus de la poésie anglo-saxonne actuellement cité sous le sigle ASPR. Et il l'ouvre à une page déjà marquée. Il s'agit de Riddle 5 (« Énigme 5 ») : « Préparez les quatre premiers vers », me dit-il. Du vieil-anglais ? Un texte que je n'ai jamais vu ? J'ose objecter : « Monsieur, vous m'aviez donné du moyen-anglais pour… ». Il m'interrompt : « Vous analysez convenablement la prose anglo-saxonne ; je voudrais voir ce que vous pouvez faire en poésie ». À nouveau je bredouille : « Je ne connais pas les Énigmes ». — « Je sais. Vous ferez connaissance. Allez ! » Impossible de fuir. J'affronte. Et à la fin, j'entends : « Merci. Vous pouvez vous retirer. »
Le lendemain de mon succès au D. E. S., René Huchon me convoqua pour m'inscrire d'office en Doctorat. Il avait choisi le sujet de mes deux thèses, l'une sur Ælfric, l'autre sur Cynewulf. Je commençais les recherches, seule, livrée à moi-même, afin d'être jugée digne ou non du titre convoité. Puis, la guerre éclata, s'étendit. Je dus quitter Paris, évacuée dans le Berry. Les contacts avec mon maître se firent rares mais féconds.

### L'épreuve de la défaite
Toutefois, au fur et à mesure du temps, la guerre devenait meurtrière ; les revers militaires se succédaient. L'année 1940 fut décisive : le 28 mai, après dix-huit jours de combat, la Belgique capitulait. Témoin de la Première Guerre mondiale, Huchon supportait fort mal les nouvelles hostilités ; l'avance des troupes ennemies lui était intolérable. En outre, l'inquiétude pour son fils mobilisé minait ses forces. L'anéantissement de la Pologne, l'invasion de la France, la démission des hommes politiques le remplirent de dégoût. Par malheur, sa santé se délabra ; il fit une crise d'urémie, ce qui aggrava son état dépressif. Parti avec sa famille pour Bordeaux, errant parmi les fugitifs de l'exode jusqu'au Lot-et-Garonne, désemparé, épuisé, brusquement il faussa compagnie aux siens, lorsque la T. S. F. porta à la connaissance de tous que la France s'avouait vaincue. Incapable de supporter la défaite, il mit fin à ses jours à Thivars, acte patriotique par excellence. Dans une lettre, Madame Huchon m'avertit de la disparition de son mari, qui avait emporté un révolver : 

« […] disparition survenue le jour même de l'armistice, en une petite commune du Lot-et-Garonne où la vague des reculs devant l'ennemi nous avait échoués. Brisé de fatigue, meurtri dans ses plus chers espoirs, il n'aura pu résister au choc final, et il nous a quittés pour ne plus revenir… les enquêtes n'ont retrouvé aucune trace… »

.
En effet, on ne le découvrit mort que le 25 octobre 1940.

### La succession
Comme approchait la rentrée universitaire qui avait alors lieu en novembre, il parut impossible aux autorités d'attendre plus longtemps pour assurer les cours de philologie anglaise. Et l'on fit appel à moi. Sans doute y eut-il de délicates et longues tractations entre la faculté des Lettres et le ministère de l'Éducation nationale puisque je ne pouvais être nommée suppléante sans être docteur, et que le corps des assistants n'était pas encore créé,. Je fus donc recrutée en tant que chargée de conférences.

### Un suicide patriotique parmi d'autres

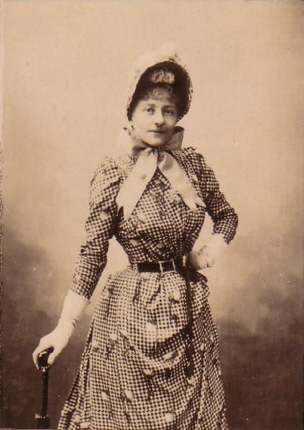
Gyp, comtesse de Martel.

Mort par suicide lors de l'armistice de juin 1940, René Huchon a peut-être suivi l'exemple du Docteur Georges Basch, fils de Victor Basch (1863-1944), ancien président de la Ligue des droits de l'homme (1926), qui mit lui aussi un terme à ses jours en juin 1940 pour les mêmes raisons patriotiques.
Un autre suicide, célèbre, fut celui de Thierry de Martel, pionnier de la neurochirurgie française, propriétaire de grands hôpitaux à Paris (la Glacière et Léopold Bellan) qui, le jour où Paris fut déclarée ville ouverte, préféra se donner la mort plutôt que de voir les Allemands défiler sur les Champs-Élysées. Sa mère, née Gabrielle de Riquetti de Mirabeau, écrivait sous le pseudonyme de Gyp,.
Louis Chaffurin (31 mars 1881–13 octobre 1943), personnalité originale de l'enseignement secondaire, élève d'Émile Legouis à Lyon (1885-1904), agrégé en 1906, précepteur à New York du directeur du New York World (1906-1907), enseigna en France aux lycées de Lorient (1907), de Bastia (octobre 1907), de Toulon (octobre 1908), de Lyon (octobre 1910), de Paris (à Buffon et à Condorcet, 1919-1920) et à l'École des Hautes Études Commerciales (HEC) (1921). Auteur de célèbres manuels d'anglais, il fut retraité le 31 mars 1941, et on a pu certifier que « la guerre fut en partie la cause de sa mort ; il ne pouvait voir sombrer tout ce que pourquoi il avait vécu »,,.